# Ming (coquillage)
Pour les articles homonymes, voir Ming.
Ming est le nom donné à un mollusque bivalve et l'animal le plus âgé jamais découvert. Il s'agit d'une cyprine ou quahog nordique Arctica islandica (Linnaeus, 1767).
Ming a été récolté au large des côtes islandaises en octobre 2006 et a été étudié par des chercheurs de l'université de Bangor dans le pays de Galles. Malheureusement, les chercheurs ont accidentellement tué l'animal en l'ouvrant pour déterminer son âge.
Le coquillage a été surnommé « Ming » d'après la dynastie Ming, qui régnait lorsque le mollusque est né,.
Son âge fut estimé à 405-410 ans lors de la première étude. Le 13 novembre 2013, un recomptage plus rigoureux des stries marquant les années (arrêt de la croissance chaque hiver) donna une datation de 507 ans. Les chercheurs ne savent pas combien de temps le coquillage aurait pu vivre s'ils l'avaient laissé au fond de la mer.